# سرقت از انبار سکیوریتاس
سرقت از انبار سکیوریتاس بزرگ‌ترین دزدی پول نقد در بریتانیا بود که در تن‌بریج، در جنوب شرقی انگلستان رخ داد. این سرقت در ۲۱ فوریهٔ ۲۰۰۶، با آدم‌ربایی آغاز شد و در ساعات آغازین ۲۲ فوریه، زمانی که هفت سارق بیش از ۵۳ میلیون پوند را از این انبار خارج کردند، به پایان رسید. باند خلافکاران ۱۵۴ میلیون پوند دیگر را که نمی‌توانستند با خودشان ببرند، رها کردند.
اعضای گروه سارقان پس از زیر نظر گرفتن و فرستادن شخصی نفوذی برای کار به انبار، مدیر انبار و خانواده‌اش را ربودند. همان شب، آن‌ها توانستند با فریب وارد ساختمان شوند و با تهدید اسلحه، دست و پای چهارده نفر از کارکنان انبار را بستند. این گروه ۵۲٬۹۹۶٬۷۶۰ پوند از اسکناس‌های بانک انگلستان را دزدیدند. بسیاری از وسیله‌های نقلیهٔ درگیر در این سرقت، یک هفته بعد پیدا شدند که در یکی از آن‌ها ۱٫۳ میلیون پوند از اسکناس‌های سرقتی کشف شد. طی یورش پلیس کنت، ۹ میلیون پوند در ولینگ و ۸ میلیون پوند در ساوت‌بورو پیدا شد. تا سال ۲۰۰۷، ۳۶ نفر در ارتباط با این جرم دستگیر شدند.
طی دادگاهی که در سال ۲۰۰۷ در اولد بیلی برگزار شد، پنج نفر، از جمله امیر هیسناج به‌عنوان عامل نفوذی به حکم‌های طولانی‌مدت محکوم شدند. زنی که برای این باند دماغ‌های مصنوعی ساخته بود، تصمیم گرفت تا برای سلب اتهامش، بر علیه متهمان شهادت دهد. لی موری، مغز متفکر این سرقت و پاول آلن، دوست و هم‌دست وی به مراکش فرار کردند. موری موفق شد تا مانع استردادش به بریتانیا شود و به‌خاطر این سرقت در مراکش زندانی شد. آلن به بریتانیا مسترد و پس از دادگاه دوم در سال ۲۰۰۸، در این کشور به زندان رفت. او پس از آزادی، در سال ۲۰۱۹ مورد اصابت گلوله قرار گرفت و مجروح شد. تا یک دهه پس از وقوع این سرقت، هنوز ۳۲ میلیون پوند کشف نشده‌است و چندین مظنون نیز متواری هستند.

## انبار
بانک انگلستان اسکناس‌های پوند استرلینگ را در دبدن، اپینگ فارست چاپ می‌کند. در سال ۲۰۰۶، این بانک توزیع پول را به پنج شرکت گروپ ۴ سکیوریکور، هالیفاکس بنک آو اسکاتلند، پست آفیس، رویال بنک آو اسکاتلند و سکیوریتاس برون‌سپاری کرد. در سراسر انگلستان و ولز، ۲۸ مرکز وجود داشت که پول نو را نگهداری و پول کهنه را برای توزیع دوباره یا نابودی ذخیره می‌کردند. بارکلیز تا سال ۲۰۰۱ منابع نقدی خود را در مدوی هاوس، انباری که در سال ۱۹۸۰ ساخته بود، ذخیره می‌کرد. موقعیت این انبار در تن‌بریج، واقع در شهرستان کنت به‌گونه‌ای بود که در نزدیکی سه ایستگاه شبانه‌روزی پلیس (رویال تانبریج ولز، سونوکس و تن‌بریج) قرار داشت. مدوی هاوس تنها سیصد متر از ایستگاه تن‌بریج فاصله داشت و همچنین در نزدیکی مرکز خرید انجل بود. نخستین ساختمان خیابان ویل، یکی از گاراژهای کوئیک فیت و انبار مدوی هاوس نیز دومین ساختمان این خیابان بود.
بارکلیز توزیع پول را در سال ۲۰۰۱ به سکیوریتاس کش منیجمنت (یکی از شرکت‌های تابعهٔ سکیوریتاس) برون‌سپاری کرد و بنابراین در سال ۲۰۰۶، سکیوریتاس اداره‌کنندهٔ انبار تن‌بریج بود. این انبار با هشتاد کارمند تمام‌وقت که در سه شیفت تقسیم شده بودند، بدون وقفه کار می‌کرد. کار معمول این انبار مرتب‌سازی و شمارش اسکناس‌ها بود که با خودروهای زرهی به آنجا می‌آمد و دوباره برای افزایش موجودی خودپردازها از انبار خارج می‌شد. پول نقد به تفکیک ارزش‌های ۵، ۱۰، ۲۰ و ۵۰ پوندی در پلاستیک‌هایی با رنگ‌های متفاوت (سبز، آبی، قرمز و زرد) پیچیده و بسته‌بندی می‌شد.
کالین دیکسون، مدیر این انبار بود. او با همسر و فرزند خردسال‌شان در هرن بی، در جنوب شرقی انگلستان زندگی می‌کردند. دیکسون به‌خاطر ماهیت شغلش آموزش دیده بود که محل زندگی خود را به همکارانش نگوید و هرروز، از مسیرهای متفاوتی به محل کارش برود. خانوادهٔ دیکسون صاحب دو خودرو بودند و کالین به‌طور متناوب از هر دو خودرو استفاده می‌کرد. در هنگام رانندگی، به او گفته شده بود که اگر از سوی پلیس متوقف شد، از خودرویش پیاده نشود اما کاغذی حاوی اطلاعات شغلی‌اش را به مأموران ارائه کند و به‌دنبال آن‌ها به نزدیک‌ترین ایستگاه پلیس برود تا در آنجا به پرسش‌هایشان پاسخ دهد.

## توطئه
اعضای یک گروه تبهکاری با هدف سرقت شروع به تحقیق دربارهٔ این انبار کردند. پاول آلن، یتمیر بوچپاپا، راجر کوتس، امیر هیسناج، لی موری، استوارت رویل و لی راشا مردانی بودند که بعداً به اتهام توطئه محکوم شدند. بوچپاپا و هیسناج اهل آلبانی و از دوستان دوران کودکی بودند که اولین بار در مدرسه‌ای در باجرم کوری با هم آشنا شدند. آن‌ها در دادگاه به این موضوع اشاره‌ای نکردند و در عوض، مدعی شدند که یکدیگر را نمی‌شناسند. لی راشا، سقف‌ساز و مبارز قفس، بوچپاپا (نگهبان امنیتی مرکز خرید) را در جلسهٔ تمرینی هنرهای رزمی ترکیبی (ام‌ام‌ای) که راشا آن را در مرکز انجل، در نزدیکی انبار برگزار می‌کرد، ملاقات کرد. راشا همچنین لی موری را به‌واسطهٔ ام‌ام‌ای می‌شناخت و پلیس کنت در ۲۸ ژوئیهٔ ۲۰۰۵، به خودروی حامل موری و دو مرد ناشناس که در خیابانی مشرف به انبار توقف داشت، مشکوک شده بود. موری علاوه بر فعالیت در هنرهای رزمی ترکیبی، فروشندهٔ مواد مخدر نیز بود.
هیسناج با یکی از بنگاه‌های جذب نیروی کار که کارکنان مدوی هاوس را تأمین می‌کرد، قرارداد بست. او ابتدا در مرکز خرید رویال ویکتوریا پلیس در رویال تانبریج ولز کار کرد و سپس در اواخر سال ۲۰۰۵، به او پیشنهاد کار در این انبار داده شد. او طی دورهٔ آموزشی خود پرسش‌هایی را پیرامون اقدامات امنیتی مطرح کرد و سپس این اطلاعات را در اختیار بوچپاپا قرار داد که در ادامه به راشا گفته شد. در ۶ ژانویهٔ ۲۰۰۶، ارائهٔ گزارشی از سوابق تلفن همراه در دادگاه نشان می‌داد که آلن، کوتس، موری، رویل و راشا در جلسه‌ای در خانهٔ رویل حاضر بودند. موری به‌قصد خرید دوربین جاسوسی و دستگاه ضبط به یک فروشگاه لوازم نظارتی در داربی‌شر مراجعه کرد تا هیسناج بتواند از محیط انبار فیلم‌برداری کند. صاحب فروشگاه به موری هشدار داده بود که هنگام قرار دادن دوربین در موقعیت مناسب، مراقب باشند تا چسب را به لنز دوربین نزنند اما یکی از اعضای گروه دقیقاً همین کار را انجام داد. به همین خاطر، موری دوستانش، آلن و کییند «کین» پترسون را دوباره به فروشگاه می‌فرستد تا آن را تعویض کنند. صاحب فروشگاه دوربین را تعمیر و آن را به کمربند وصل کرد تا هیسناج بتواند از آن برای فیلم‌برداری استفاده کند. در راه بازگشت به‌سمت جنوب، پلیس ناتینگهام خودروی آن‌ها را به‌دلیل سرعت ۱۱۵ مایل بر ساعت (۱۸۵ کیلومتر بر ساعت) متوقف کرد. علاوه بر تخطی از سرعت مجاز، گواهینامهٔ موقت آلن باطل شده بود و خودرویی که مالک آن نبود، معاینهٔ فنی و بیمه‌نامه نداشت؛ بنابراین پلیس خودرو را توقیف کرد.
چند روز پیش از سرقت، موری به‌قصد کلاب‌روی به لندن رفت که صبح روز بعد با خودروی اسپورت فراری زردرنگش در خیابان نیو کنت تصادف کرد. موری پس از تصادف، از صحنه گریخت و چهار افسر پلیس او را در همان نزدیکی دستگیر کردند. او در پرونده‌ای که هرگز به دادگاه نرسید، به تعرض متهم شد. هنگامی که موری خودرویش را رها کرده بود، دو تلفن یک‌بارمصرف حاوی شمارهٔ تلفن اعضای دیگر باند و سه عکس از کلاب که او را در حال معاشرت با آلن و پترسون نشان می‌داد، به جا گذاشت. پلیس بعداً این اقلام را از خودروی توقیفی کشف کرد. موری به‌طور تصادفی یکی از مکالمه‌های خود با راشا را که درمورد نحوهٔ انجام سرقت صحبت می‌کردند، ضبط کرده بود.

## سرقت
در اوایل عصر سه‌شنبه ۲۱ فوریهٔ ۲۰۰۶، دیکسون در امتداد جادهٔ ای۲۴۹ به‌سمت خانه رانندگی می‌کرد. او در خارج از استاکبری، دهکده‌ای در شمال شرقی میدستون، متوجه یک خودروی پلیس بی‌نام‌ونشان شد و کنار زد. ولوو اس۶۰ چراغ‌های آبی چشمک‌زن در جلوپنجره‌اش داشت و یکی از دو افسر یونیفرم‌پوش به‌طرف پنجرهٔ دیکسون آمد، از او خواست تا موتور ماشین را خاموش کند و سوئیچ را در حالت استارت بگذارد. دیکسون برخلاف پروتکل، به دستور این افسر از خودرویش پیاده و سوار خودروی آن‌ها شد. سپس، آن‌ها به او دست‌بند زدند و خودرویش را از جاده خارج کردند. خودروی گروگان‌گیرها در آزادراه ام۲۰ در امتداد غرب، به‌طرف کنار گذر وست مالینگ حرکت کرد. در میرورث، دو مردی که تظاهر می‌کردند از مأموران پلیس هستند، دیکسون را با اسلحه تهدید کردند. آن‌ها دست و پای دیکسون را بستند و او را به یک ون سفید منتقل کردند که قرار بود به الدردن فارم، در نزدیکی استیپل‌هرست برود.
دو مردی که خودشان را افسر پلیس جا زده بودند، به خانهٔ دیکسون در هرن بی رفتند و به لین دیکسون اطلاع دادند که همسرش با ماشین تصادف کرده‌است و او به‌همراه پسرش باید آن‌ها را تا بیمارستان همراهی کند. لین دیکسون وقتی سوار ماشین شد، فهمید این خودروی واقعی پلیس نیست و مردان نیز به او گفتند که ربوده شده‌است. آن‌ها لین را هم به الدردن فارم بردند. سپس، کالین دیکسون درمورد چیدمان انبار بازجویی شد و تبهکاران با اسلحه به او هشدار دادند که زندگی اعضای خانواده‌اش به اقدامات وی وابسته است.
حوالی ساعت ۰۱:۰۰ بامداد چهارشنبه ۲۲ فوریهٔ ۲۰۰۶، سه وسیلهٔ نقلیه به‌سمت انبار حرکت کردند. لین دیکسون و پسرش در پشت کامیون ۷٫۵ تنی رنو میدلام سفیدرنگ و کالین دیکسون و سایر اعضای باند در یک واکسول وکترا و ولوو بودند. خودروها از هم جدا شدند و ولوو در ساعت ۰۱:۲۱ به انبار رسید. دیکسون و یکی از اعضای باند با لباس افسر پلیس از ماشین پیاده شدند و به‌سمت ورودی عابر پیاده رفتند. دیکسون زنگ را زد و از پنجره به اپراتور اتاق کنترل نگاه کرد. اپراتورِ بی‌تجربه به‌جای اینکه پرس‌وجو کند که چرا دیکسون شبانه به‌همراه افسر پلیس به انبار بازگشته‌است، در را باز می‌کند و از طریق هوابند، اجازهٔ ورود آن‌ها به ساختمان را می‌دهد. دوربین‌های مداربسته کلیهٔ مراحل سرقت را فیلم‌برداری کرد و پس از سرقت، زمانی که پلیس کنت فیلم دوربین‌ها را بررسی می‌کرد، نام مستعار «پلیس» را برای این عضو باند که یونیفرم‌پوش بود، در نظر گرفت. اکنون، «پلیس» توانسته بود اپراتور را تحت‌کنترل خودش درآورد و دیکسون بدون اینکه از او خواسته شود، دکمه‌ای را فشار داد که دروازه را باز می‌کرد و اجازه داد تا خودروها وارد محوطهٔ انبار شوند.
حالا سایر اعضای باند نیز توانستند وارد ساختمان شوند. یکی از آن‌ها که بعداً به «کرنومتر» معروف شد، کرنومتری به‌همراه داشت که می‌خواست به تقلید از فیلم یازده یار اوشن، مدت‌زمان سرقت را بفهمد. دیگران هم «کوتاه»، «هودی» و «آقای متوسط» نام داشتند. صورت تبهکاران با کلاه‌های صورت‌پوش پنهان شده بود و به تفنگ‌های دستی، ساچمه‌زنی، تفنگ‌های تهاجمی کلاشینکف و یک مسلسل اشکورپیون مسلح بودند. دیکسون از کارکنان انبار خواست تا از دستورهای سارقان پیروی کنند و تبهکاران در مجموع دست و پای چهارده نفر را بستند. هیچ‌کس زنگ خطر را فشار نداد. هفت نفر از گروه خلافکاران تلاش کردند تا قفس‌های فلزی پر از پول را به کامیون منتقل کنند اما جابه‌جایی این قفس‌های سنگین دشوار بود. یکی از اعضای باند سعی کرد تا یک بالابر برقی لنسینگ لینده را براند و بقیهٔ سارقان گروگان‌ها را از سر راه کنار بردند. کار با بالابر آسان نبود و آن‌ها مجبور شدند تا از یکی از کارکنان سکیوریتاس بخواهند تا این دستگاه را هدایت کند اما او عمداً کار را خراب می‌کرد. سپس، اعضای باند از دیکسون خواستند تا از باربر پالت استفاده شود. یکی از کارکنان انبار بالابر برقی را بین بالابر دُم کامیون و محل بارگیری قرار داد و آن را بی‌فایده کرد. زمانی که دیکسون باربر پالت را باد می‌کرد، «هودی» مشکوک شد و اسلحه‌اش را روی سر او گذاشت. دیگر اعضای گروه که از پیشرفت کند سرقت ناامید شده بودند، بسته‌های پول را در دست گرفتند و اسکناس‌ها را در چرخ‌دستی‌های خرید گذاشتند. خلافکاران کامیون را با اسکناس‌های کهنه و نوی بانک انگلستان به ارزش ۵۲٬۹۹۶٬۷۶۰ پوند پر کردند. ۱۵۴ میلیون پوند دیگر در کامیون جا نمی‌گرفت و باید در هنگام خروج رها می‌شد. آن‌ها در مجموع هفده قفس و سه چرخ‌دستی سوپرمارکت پُر از اسکناس را دزدیدند.
کارکنان انبار مانند لین دیکسون و پسرش در قفس‌های خالی پول نقد حبس شدند. هیچ زنگ هشداری به صدا در نیامده بود و زمانی که سارقان در ساعت ۰۲:۴۴ قصد خروج از آنجا را داشتند، به آن‌ها دستور دادند تا بی‌حرکت بمانند. در ساعت ۰۳:۱۵، هنگامی که کارکنان انبار مطمئن شدند سارقان رفته‌اند، زنگ خطر را به صدا درآوردند که پلیس را از وقوع این رخداد آگاه کرد. پلیس وارد عمل شد و با مصاحبه با کارکنان و گرفتن لباس‌ها و مشخصات دی‌ان‌ای آن‌ها تحقیقات را آغاز کرد.

## تحقیقات و دستگیری‌ها
۲۳ فوریهٔ ۲۰۰۶، یک روز پس از سرقت، سکیوریتاس و بیمه‌گران آن جایزه‌ای دو میلیون پوندی را برای ارائهٔ اطلاعات درمورد این سرقت پیشنهاد دادند و کرایم‌استاپرز از این جایزه به‌عنوان بزرگ‌ترین پاداشی یاد کرد که تا آن زمان اعلام شده بود. سکیوریتاس ۲۵ میلیون پوند را به‌عنوان بازپرداخت اولیه به بانک انگلستان پرداخت کرد. پلیس کنت گفت مجرمان سازمان‌یافته این دزدی را در نهایتِ دقت برنامه‌ریزی کرده‌اند و بیست تا پنجاه میلیون پوند به سرقت رفته‌است. تا شامگاه ۲۳ فوریه، یک مرد ۲۹ ساله و یک زن ۳۱ ساله به ظن توطئه برای ارتکاب سرقت در خانه‌هایی مجزا در لندن جنوبی بازداشت شدند. همچنین یک زن ۴۱ ساله، در یکی از شعبه‌های صندوق مسکن پورتمن در بروملی به ظن مداخله در اموال مسروقه دستگیر شد. این زن بی‌گناه بود و به گاردین گفت که قصد دارد از پلیس به‌دلیل «ناراحت‌کننده‌ترین تجربهٔ زندگی‌اش» شکایت کند. زمانی که خبر سرقت در روزنامه‌ها انتشار یافت، به هیسناج گفته شد مرخصی دارد و او و دوست‌دخترش به تماشای اجرای گروه لولرز در تئاتر اسمبلی هال، واقع در رویال تانبریج ولز رفتند.

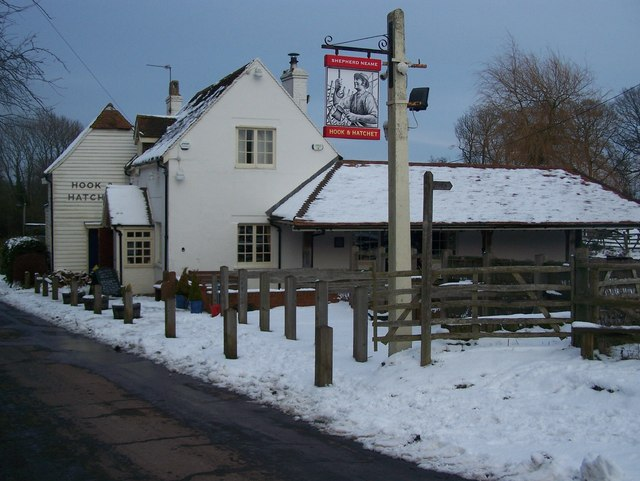
میخانهٔ هوک اند هچت در هاکینگ، جایی که ون سابق پارسل‌فورس در آنجا پیدا شد

در همان روز، پلیس توانست برخی از وسایل نقلیهٔ درگیر در سرقت را کشف کند. یک ون سابق پارسل‌فورس در میخانهٔ هوک اند هچت در هاکینگ، در نزدیکی میدستون رها شده بود. همچنین، تبهکاران خودروهای ولوو و واکسول وکترا را در نزدیکی قلعهٔ لیدز رها کرده بودند و پلیس نیسان آلمرای دیکسون را در میخانهٔ کاک هورس در دتلینگ پیدا کرد. روز بعد، جمعه ۲۴ فوریه، قفس‌های فلزی رهاشده و سایر لوازم صحنهٔ جرم در فرینینگهام فارم، در نزدیکی دتلینگ، در زمینی که یکی از دوستان صاحب الدردن فارم اجاره کرده بود، پیدا شد.
پلیس گزارشی دریافت کرد که یک ون فورد ترانسیت، متعلق به دوست بوچپاپا و راشا در پارکینگ هتل بین‌المللی اشفورد قرار دارد. پلیس طی بازرسی از این ون، یک کلاه صورت‌پوش، یک جلیقهٔ ضدگلوله و مسلسل اشکورپیون را پیدا کرد. دو کیسه نیز در این ون وجود داشت که حاوی بیش از ۱٫۳ میلیون پوند از اسکناس‌های سرقتی بود. شنبه ۲۵ فوریهٔ ۲۰۰۶، افسران پلیس مسلح به خانه‌های بوچپاپا و راشا یورش بردند و با همسر بوچپاپا در خانه‌شان در خیابان هادلو در تن‌بریج روبه‌رو شدند. آن‌ها از خانهٔ راشا واقع در ساوت‌بورو فیلم‌های نظارتی از خانهٔ دیکسون، سلاح‌ها و برخی از نقشه‌های انبار را پیدا کردند. پلیس طی بازرسی از انباری در باغچهٔ خانه، کلاه‌های صورت‌پوش، لباس‌های پست سلطنتی و یک اسکنر رادیویی را که روی فرکانس سرویس‌های اضطراری تنظیم شده بود، کشف کرد. در ۲۶ فوریهٔ ۲۰۰۶، پلیس کنت بعد از شلیک به لاستیک خودروی ب‌ام‌و، استوارت رویل و یک مرد دیگر را در تانکرتون دستگیر کرد. یک روز بعد، پلیس بوچپاپا و راشا را در دتفورد، پس از شلیک به لاستیک خودرویشان دستگیر کرد. سه شنبه ۲۸ فوریه، کامیون سفید ۷٫۵ تنی که رویل آن را به نام خودش اجاره و محمولهٔ سرقتی را حمل کرده بود، در یک مرکز کرایه پیدا شد. پلیس در همان روز به بررسی الدردن فارم پرداخت و در مجموع بیش از ۱۳۰ هزار پوند را در آنجا کشف کرد.
چهار روز پس از سرقت، موری و آلن از بریتانیا فرار کردند. آن‌ها پس از آمستردام به مراکش سفر کردند تا مبالغ بسیاری را برای خرید خانه، جواهر و مواد مخدر خرج کنند. در بریتانیا، افسران پلیس در ۲ مارس به واحدی در ناحیهٔ صنعتی گریوز در ولینگ یورش بردند. طی این یورش ۹ میلیون پوند در کانتینر و ۵۰ هزار پوند در محفظهٔ زباله کشف شد. در واقع، راجر کوتس این محوطه را اجاره کرده بود و قایقش را در آنجا نگهداری می‌کرد. در همان روز، مالک مزرعه، رویل و شخص سومی در شورای حل اختلاف حاضر شدند. مالک مزرعه به توطئه برای ارتکاب سرقت، مداخله در اموال مسروقه و سه مورد آدم‌ربایی، رویل به توطئه برای ارتکاب سرقت و نفر سوم نیز به مداخله در اموال مسروقه متهم شدند و تا روز دادگاه در حبس ماندند.
بوچپاپا و راشا در ۳ مارس، در دادگاه حضور یافتند و هر دو با اتهام مشابه توطئه برای ارتکاب دزدی مواجه شدند. آن‌ها تا زمان برگزاری جلسهٔ رسیدگی مقدماتی که قرار بود ۱۳ مارس برگزار شود، در حبس ماندند. تا ۳ مارس، مجموع شمار بازداشتی‌ها به چهارده نفر افزایش یافت. دو روز بعد، پلیس اندوخته‌ای به ارزش ۸٬۶۰۱٬۹۹۰ پوند را در یک گاراژ قفل‌شده در ساوت‌بورو، حوالی خانهٔ راشا کشف کرد. مردی این گاراژ را اجاره کرده بود و خودش آن را به یکی از نزدیکان راشا سپرد تا هر هفته ده پوند بابت اجاره‌بها پرداخت کند اما اجاره‌اش دو هفته عقب افتاده بود.
در ماه ژوئن، ایان بورم، مدیر یک شرکت، هنگام رانندگی در حوالی آزادراه ام۲۵ دستگیر شد. پلیس در مرسدس-بنز وی تقریباً یک میلیون پوند پیدا کرد که ۳۸۰٬۰۰۰ پوند آن از اسکناس‌های ۵۰ پوندی سرقتی بود. بورم درمورد منشأ این پول‌ها شفاف‌سازی نکرد و سرانجام، به سه سال و نه ماه زندان محکوم شد. پلیس معتقد بود که بورم در حال انجام کلاهبرداری چرخ‌فلک است تا از این طریق پول‌شویی کند. همچنین در ماه ژوئن، آلن و موری دو نفر از چهار مردی بودند که پس از تحقیقات سه‌ماهه، در رباط، پایتخت مراکش دستگیر شدند. اتهام آن‌ها حمل مواد مخدر، حبس کاذب و حمله به پلیس بود. در انگلستان، مرد دیگری به‌عنوان بخشی از تحقیقات پلیس دستگیر اما بدون تفهیم اتهام آزاد شد. او سپس در دسامبر ۲۰۰۶ به قبرس شمالی فرار کرد. تا پایان سال ۲۰۰۶، پلیس کنت ۲۱ میلیون پوند از محمولهٔ سرقتی را برگرداند و از وزارت کشور بریتانیا حداقل ۶ میلیون پوند برای تأمین هزینهٔ تحقیقات پرونده و هزینه‌های آتی برای آماده‌سازی محاکمه درخواست کرد. تا سال ۲۰۰۷، ۳۶ نفر در ارتباط با این سرقت بازداشت شدند.

## دادگاه‌ها

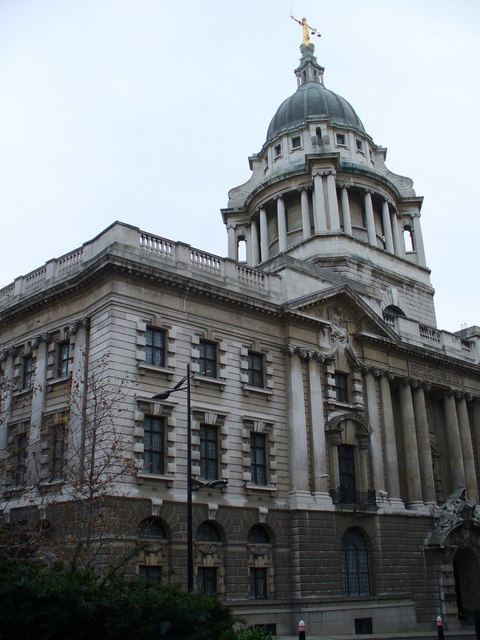
اولد بیلی در لندن

محاکمهٔ هشت نفر، از جمله یتمیر بوچپاپا، راجر کوتس، امیر هیسناج، استوارت رویل و لی راشا در ۲۶ ژوئن ۲۰۰۷، در اولد بیلی آغاز شد. این پنج مرد همگی به توطئه برای سرقت، توطئه برای آدم‌ربایی و توطئه برای داشتن سلاح گرم متهم شدند.
نقش کالین دیکسون، مدیر انبار در این سرقت بررسی شد. وکیل‌های مدافع بر مشارکت احتمالی دیکسون در این رویداد تأکید کردند که ممکن است سرقت کار خودی‌ها بوده باشد. دیکسون در این حادثه چندین قانون را نقض کرده بود. او دو کلید مجزا برای خزانه داشت، در حالی که قرار بود تنها یک کلید داشته باشد. همچنین او عکس‌هایی از انبار و کارکنان آن را در رایانه‌اش ذخیره کرده بود و بازدید مهندسان دوربین‌های مداربسته را به تعویق انداخت. در نهایت، پس از خروج سارقان و با توجه به راه بی‌بازگشت آن‌ها به داخل انبار، سی دقیقه دیگر سپری شد تا زنگ خطر به صدا دربیاید. سپس معلوم شد که در واقع عامل نفوذی امیر هیسناج بوده‌است. بوچپاپا طی تماسی در ساعت ۰۲:۳۸، به او اطلاع داد که اعضای باند از انبار خارج شده‌اند.
در طول محاکمه، زنی که برای این باند دماغ‌های مصنوعی ساخته بود، تصمیم گرفت تا برای رفع اتهامش، بر علیه متهمان شهادت دهد. در ۲۸ ژانویهٔ ۲۰۰۸، هیئت منصفه احکام مجرمیت بوچپاپا، کوتس، هیسناج، رویل و راشا را صادر کرد. بوچپاپا، کوتس، رویل و راشا به حبس ابد با حکم حداقل ۱۵ سال محکوم شدند. فردای آن روز، امیر هیسناج با حکم حداقل ۱۰ سال حبس به ۲۰ سال زندان محکوم شد. قاضی همچنین توصیه کرد که هر دو مرد آلبانیایی پس از گذراندن دورهٔ محکومیت خود، از کشور اخراج شوند. صاحب مزرعه و یک مرد دیگر، هر دو تبرئه شدند. به آن مرد مبلغ ۶٬۰۰۰ پوند از اسکناس‌های سرقتی پرداخت شده بود تا در کنار یکی از ون‌های مورد استفاده در دزدی علائمی ایجاد کند اما مشارکتی در طراحی این سرقت نداشت.
در آغاز دومین دادگاه که به ریاست مجدد دیوید پنری دیوی در اکتبر ۲۰۰۸ برگزار شد، دادستان‌ها اتهام‌ها علیه دوست‌دخترهای بوچپاپا، رویل و راشا را لغو کردند. پل آلن که از مراکش مسترد شده بود و یک مرد دیگر به توطئه برای سرقت، توطئه برای آدم‌ربایی و توطئه برای داشتن سلاح گرم متهم شدند. حکم دادگاه نخست مبنی بر حفظ محرمانگی لی موری لغو و او به‌عنوان رهبر این باند معرفی شد. در ژانویهٔ ۲۰۰۹، هیئت منصفه نتوانست درمورد گناهکاری یا بی‌گناهی آلن به توافق برسد و مرد دیگری را بی‌گناه دانست. در سپتامبر، برای آلن محاکمهٔ مجدد صادر شد و او تا آن زمان در بازداشت بود. در دادگاه بعدی، آلن به سه اتهام توطئه که قبلاً رد کرده بود، اعتراف و اقرار کرد که در این دزدی درگیر بوده‌است اما کار با سلاح گرم را رد کرد و همچنین مدعی شد جزو هفت مردی نبوده‌است که وارد انبار شده بودند. او به هجده سال حبس محکوم شد و شش سال از این حکم را گذراند. ۱٬۰۶۳ روزی که آلن در بازداشت سپری کرده بود، از این مجازات حذف شد.
در ژوئن ۲۰۰۹ تأیید شد که موری تابعیت مراکش را دارد و بنابراین استرداد وی به بریتانیا به نتیجه نرسید. او در زندان سلا ماند و یک سال بعد به‌خاطر این سرقت محاکمه شد. او ابتدا به ۱۰ سال زندان محکوم شده بود اما پس از درخواست تجدیدنظر، مدت محکومیت وی به ۲۵ سال افزایش یافت. میک جاج، رئیس بخش کارآگاهی پلیس کنت گفت: «خوش‌حالم که اکنون، موری به‌خاطر نقشش در سرقت تن‌بریج قرار است محکومیت قابل‌توجهی را سپری کند.» سایر اعضای باند مدعی شدند که موری رهبر آن‌ها در این سرقت بوده‌است. پلیس معتقد بود که موری هنگام گروگان‌گیری دیکسون، لباس مبدل به تن داشت و نام مستعارش «کرنومتر» بود. با توجه به محتوای دوربین‌های مداربسته، «کرنومتر» سارقان را هدایت می‌کند و به آن‌ها دستور می‌دهد تا هر چه سریع‌تر در انبار حرکت کنند.

## رخدادهای بعدی
سکیوریتاس رسیدگی به امور پول‌های نقد را متوقف کرد و انبار تن‌بریج را به والتکس، شرکتی که بارکلیز و اچ‌اس‌بی‌سی آن را اداره می‌کردند، فروخت. هاوارد سونس، نویسنده و روزنامه‌نگار در سال ۲۰۰۹ کتابی با نام سرقت: داستان واقعی بزرگ‌ترین سرقت نقدی جهان را دربارهٔ این دزدی منتشر کرد. تا یک دهه پس از وقوع این سرقت، هنوز ۳۲ میلیون پوند دزدیده‌شده پیدا نشده بود. از نظر یک کارآگاه سابق، پول نقد به‌سرعت جذب شبکه‌های جرائم سازمان‌یافته می‌شود. مالکان زمین‌های مجاور انبار، آزار و اذیت از سوی مجرمان را گزارش می‌کردند که معتقد بودند بخشی از پول‌های گمشده در زمین‌های آن‌ها پنهان شده‌است. چندین نفر که از سوی پلیس مظنون شناخته می‌شدند، توانستند از دستگیری بگریزند. پلیس معتقد بود که آن‌ها با درآمد حاصل از این جرم در هند غربی و شمال قبرس زندگی می‌کنند.
در فوریهٔ ۲۰۱۳، جسد مالکوم کانستبل که در اثر زخم گلوله کشته شده بود، در کنتربری پیدا شد. برادر کانستبل معتقد بود که مالکوم در این سرقت نقش داشت اما پلیس کنت این ارتباط را مردود دانست. در سال ۲۰۱۹، پاول آلن درخانه‌اش بر اثر تیراندازی مجروح و در شرایط وخیمی به بیمارستان منتقل شد. او زنده ماند و تا فوریهٔ ۲۰۲۱، هشت مرد در ارتباط با این حمله دستگیر شدند.
وزارت دادگستری بریتانیا در سال ۲۰۱۶، درخواست تجدیدنظر یتمیر بوچپاپا مبنی بر گذراندن ادامهٔ دوران محکومیت در آلبانی را رد کرد. یک سال بعد در بررسی قضایی، این تصمیم غیرمنطقی تشخیص داده شد. بوچپاپا در سال ۲۰۲۰ از زندان دولتی بلمارش آزاد و به آلبانی بازگردانده شد. او در سال ۲۰۲۲ در زادگاهش، تروپویه برای دومین بار ازدواج کرد.

## سرقت‌های مشابه
پیشتر در اواخر دههٔ ۱۹۹۰، سایر انبارهای سکیوریتاس در لیورپول و منچستر مورد هدف قرار گرفته و سارقان بیش از ۲ میلیون پوند را از آن‌ها دزدیده بودند. پیش از سرقت انبار تن‌بریج، تصور می‌شد که بزرگ‌ترین سرقت نقدی در تاریخ بریتانیا مربوط به سرقت از نوردرن بنک در بلفاست باشد که در سال ۲۰۰۴ رخ داد و طی آن ۲۶٫۵ میلیون پوند دزدیده شد. سرقت تن‌بریج در سال ۲۰۰۶ این رکورد را جابه‌جا کرد. بزرگ‌ترین سرقت نقدی در تاریخ جهانی در مارس ۲۰۰۳ اتفاق افتاد. در آن سال و کمی بعد از تهاجم ایالات متحده به عراق، ۱ میلیارد دلار از بانک مرکزی عراق به سرقت رفت.

## واژه‌نامه
1. ↑  Debden, Epping Forest
2. ↑  Medway House
3. ↑  Angel shopping centre
4. ↑  Vale Road
5. ↑  Kwik Fit
6. ↑  Securitas Cash Management
7. ↑  Colin Dixon
8. ↑  Paul Allen
9. ↑  Jetmir Buçpapa
10. ↑  Roger Coutts
11. ↑  Emir Hysenaj
12. ↑  Stuart Royle
13. ↑  Lea Rusha
14. ↑  Roofer
15. ↑  Kent Police
16. ↑  Royal Victoria Place shopping centre
17. ↑  Mobile phone records
18. ↑  Keyinde "Kane" Patterson
19. ↑  Nottinghamshire Police
20. ↑  MOT
21. ↑  Burner phone
22. ↑  A249
23. ↑  Stockbury
24. ↑  Elderden Farm
25. ↑  Lynn Dixon
26. ↑  Vauxhall Vectra
27. ↑  Lansing Linde
28. ↑  Tail lift
29. ↑  DNA profile
30. ↑  Crimestoppers
31. ↑  Portman Building Society
32. ↑  Handling stolen goods
33. ↑  Levellers
34. ↑  Assembly Hall Theatre
35. ↑  Parcelforce
36. ↑  Hook and Hatchet
37. ↑  Cock Horse
38. ↑  Friningham Farm
39. ↑  Ashford International Hotel
40. ↑  Hadlow
41. ↑  Radio scanner
42. ↑  Tankerton
43. ↑  Graves Industrial Estate
44. ↑  Magistrates' Court
45. ↑  Ian Bowrem
46. ↑  Carousel fraud
47. ↑  Queen's evidence
48. ↑  David Penry-Davey
49. ↑  Mick Judge
50. ↑  Vaultex
51. ↑  Howard Sounes
52. ↑  Heist: The True Story of the World's Biggest Cash Robbery
53. ↑  Malcolm Constable
54. ↑  Secretary of State for Justice
55. ↑  HM Prison Belmarsh
56. ↑  Northern Bank